# Pancorius curtus
Pancorius curtus är en spindelart som först beskrevs av Simon 1877.  Pancorius curtus ingår i släktet Pancorius och familjen hoppspindlar. Inga underarter finns listade i Catalogue of Life.